# Tomáš Nýdrle
Tomáš Nýdrle (Jičín, Checoslovaquia, 10 de octubre de 1988) es un deportista checo que compite en tiro, en la modalidad de tiro al plato.
Ganó una medalla de oro en el 2019 y una medalla de plata en el Campeonato Europeo de Tiro al Plato de 2023. En los Juegos Europeos de Minsk 2019 consiguió una medalla de plata en la prueba de skeet.

## Palmarés internacional
| Campeonato Mundial | Campeonato Mundial  | Campeonato Mundial | Campeonato Mundial |
| Año                | Lugar               | Medalla            | Prueba             |
| ------------------ | ------------------- | ------------------ | ------------------ |
| 2019               | Lonato (Italia)     | Medalla de oro     | Skeet              |
| Juegos Europeos    |                     |                    |                    |
| Año                | Lugar               | Medalla            | Prueba             |
| 2019               | Minsk (Bielorrusia) | Medalla de plata   | Skeet              |
| Campeonato Europeo |                     |                    |                    |
| Año                | Lugar               | Medalla            | Prueba             |
| 2023               | Osijek (Croacia)    | Medalla de plata   | Skeet mixto        |